# Болгарія (станція метро)
Болгарія (болг. България) — станція лінії М3 Софійського метрополітену. Була відкрита 26 серпня 2020 року у складі першої пускової дільниці «Хаджі Димитар» — «Красне село» лінії М3.

## Опис
Будівництво велося міланським методом відкритого будівництва. Станція розташована під рогом бул. «Болгарія» та бул. «Акад. Іван Гешов». У вестибюлі станції відвідувачів зустрічає панель з нержавіючої сталі, перфорована у вигляді карти Болгарії, підсвічена світлодіодним підсвічуванням кольорами болгарського національного триколора. Платформи мають довжину 105 м, ширину 5 м і висоту 5 м. Станція обладнана 5 ліфтами і 9 ескалаторами. Архітектор Красен Андрєєв. Архітектурно станція виконана в кольорах болгарського національного триколора — білому, зеленому і червоному. На стінах, помостах і в вестибюлі є смуги з загартованого червоного скла і смуги білого та зеленого кольору з металевих панелей з порошковим покриттям, підвішених до несучої сталевої конструкції. На станції встановлено прозорі автоматичні платформні ворота висотою 1,6 м з нержавіючими окантовками і 40-сантиметровими смугами з гладкої нержавіючої сталі внизу.